# 切拉诺瓦
切拉诺瓦（義大利語：Ceranova），是意大利帕维亚省的一个市镇。总面积4平方公里，人口1765人，人口密度441.3人/平方公里（2009年）。根據義大利國家統計研究所統計，2017年切拉诺瓦人口數為2192人。国家统计（ISTAT）代码为018043。